# Elk City (Idaho)
Elk City è un centro abitato e un census-designated place (CDP) degli Stati Uniti d'America, situato nella contea di Idaho, nello stato dell'Idaho.